# Алехандро Ернандес (тенісист)
Алехандро Ернандес (ісп. Alejandro Hernández; нар. 1 жовтня 1977) — колишній мексиканський тенісист.
Найвищу одиночну позицію світового рейтингу — 125 місце досяг 24 лютого 1997, парну — 115 місце — 13 грудня 2004 року.
Здобув 2 одиночні та 15 парних титулів.
Найвищим досягненням на турнірах Великого шолома було 2 коло в парному розряді.

## Юніорські фінали турнірів Великого шолома

### Парний розряд: 1 (1 поразка)
| Результат | Рік  | Турнір               | Покриття | Партнер        | Суперники                | Рахунок  |
| --------- | ---- | -------------------- | -------- | -------------- | ------------------------ | -------- |
| Поразка   | 1995 | Вімблдонський турнір | Трава    | Маріано Пуерта | Мартін Лі Джеймс Тротмен | 6–7, 4–6 |

## Фінали ATP Челленджер і ITF Ф'ючерс

### Одиночний розряд: 17 (8–9)
| Легенда              |
| -------------------- |
| ATP Челленджер (2–5) |
| ITF Ф'ючерс (6–4)    |

| Фінали за покриттям |
| ------------------- |
| Тверде (5–7)        |
| Ґрунт (3–2)         |
| Трава (0–0)         |
| Килим (0–0)         |

| Результат | В-П | Дата     | Турнір                            | Рівень     | Покриття | Суперник               | Рахунок            |
| --------- | --- | -------- | --------------------------------- | ---------- | -------- | ---------------------- | ------------------ |
| Поразка   | 0–1 | Лип 1996 | Сан-Паулу, Бразилія               | Челленджер | Тверде   | Роберто Жабалі         | 2–6, 6–4, 1–6      |
| Перемога  | 1–1 | Лис 1996 | Пуебла, Мексика                   | Челленджер | Тверде   | Алекс Рейчел           | 7–6, 7–6           |
| Перемога  | 2–1 | Вер 1997 | Гвадалахара (Мексика), Мексика    | Челленджер | Ґрунт    | Боббі Кокавец          | 6–4, 5–7, 6–2      |
| Поразка   | 2–2 | Сер 1998 | Тіхуана, Мексика                  | Челленджер | Тверде   | Майкл Гілл             | 5–7, 1–6           |
| Поразка   | 2–3 | Лис 1999 | Пуебла, Мексика                   | Челленджер | Тверде   | Майкл Селл             | 6–7, 5–7           |
| Поразка   | 2–4 | Тра 2000 | Армонк, США                       | Челленджер | Ґрунт    | Сальвадор Наварро      | 1–6, 6–3, 3–6      |
| Перемога  | 3–4 | Чер 2000 | Мексика F1, Гвадалахара (Мексика) | Ф'ючерс    | Ґрунт    | Бруно Ечагарай         | 6–3, 6–4           |
| Поразка   | 3–5 | Чер 2000 | Денвер, США                       | Челленджер | Тверде   | Ліор Мор               | 3–6, 4–6           |
| Поразка   | 3–6 | Тра 2001 | Мексика F3, Агуаскальєнтес        | Ф'ючерс    | Тверде   | Мігель Гальярдо Вальєс | 3–6, 2–6           |
| Поразка   | 3–7 | Тра 2001 | Мексика F4, Гвадалахара (Мексика) | Ф'ючерс    | Ґрунт    | Фредерік Ніємеєр       | 1–6, 4–6           |
| Перемога  | 4–7 | Лис 2001 | Мексика F11, Леон                 | Ф'ючерс    | Тверде   | Ендрю Пейнтер          | 6–4, 6–4           |
| Поразка   | 4–8 | Бер 2002 | Мексика F2, Мехіко                | Ф'ючерс    | Тверде   | Янко Типсаревич        | 5–7, 6–7(4–7)      |
| Поразка   | 4–9 | Вер 2003 | Мексика F14, Керетаро             | Ф'ючерс    | Тверде   | Ґуставо Маркассіо      | 7–6(8–6), 2–6, 4–6 |
| Перемога  | 5–9 | Бер 2004 | Мексика F2, Наукальпан-де-Хуарес  | Ф'ючерс    | Тверде   | Мігель Гальярдо Вальєс | 6–4, 6–4           |
| Перемога  | 6–9 | Тра 2004 | Мексика F4, Сьюдад Обрегон        | Ф'ючерс    | Тверде   | Бруно Ечагарай         | 7–5, 6–0           |
| Перемога  | 7–9 | Тра 2004 | Мексика F5, Гвадалахара (Мексика) | Ф'ючерс    | Ґрунт    | Марсело Мело           | 6–1, 6–3           |
| Перемога  | 8–9 | Лис 2004 | Мексика F16, Леон                 | Ф'ючерс    | Тверде   | Мігель Гальярдо Вальєс | 7–5, 6–4           |

### Парний розряд: 31 (18–13)
| Легенда                |
| ---------------------- |
| ATP Челленджер (15–10) |
| ITF Ф'ючерс (3–3)      |

| Фінали за покриттям |
| ------------------- |
| Тверде (14–11)      |
| Ґрунт (4–2)         |
| Трава (0–0)         |
| Килим (0–0)         |

| Результат | В-П   | Дата     | Турнір                           | Рівень     | Покриття | Партнер                   | Суперники                                   | Рахунок                 |
| --------- | ----- | -------- | -------------------------------- | ---------- | -------- | ------------------------- | ------------------------------------------- | ----------------------- |
| Поразка   | 0–1   | Лют 1996 | Punta Del Este, Уругвай          | Челленджер | Ґрунт    | Зімон Тузіль              | Густаво Куертен Жайме Онсінс                | 7–5, 4–6, 6–7           |
| Перемога  | 1–1   | Кві 1996 | Сліма, Мальта                    | Челленджер | Тверде   | Оскар Ортіс               | Александар Кітінов Мартін Цумпфт            | 6–2, 3–6, 6–1           |
| Перемога  | 2–1   | Лип 1996 | Сан-Паулу, Бразилія              | Челленджер | Тверде   | Оскар Ортіс               | Жоао Кунья е Сілва Жан-Філіпп Флер'ян       | 6–2, 7–6                |
| Перемога  | 3–1   | Кві 1997 | Пуерто-Вальярта, Мексика         | Челленджер | Тверде   | Оскар Ортіс               | Франсіско Монтана Джек Вейт                 | 4–6, 6–2, 6–1           |
| Поразка   | 3–2   | Вер 1997 | Гвадалахара (Мексика), Мексика   | Челленджер | Ґрунт    | Оскар Ортіс               | Нелсон Аертс Андре Са                       | 6–3, 2–6, 4–6           |
| Поразка   | 3–3   | Лют 1998 | West Bloomfield, США             | Челленджер | Тверде   | Давід Родіті              | Джим Томас Лоренс Тілеман                   | 6–7, 4–6                |
| Перемога  | 4–3   | Лис 1998 | Пуебла, Мексика                  | Челленджер | Тверде   | Маріано Санчес            | Бернардо Мартінес Мотомура Гоїті            | 7–6, 7–6                |
| Перемога  | 5–3   | Лис 1998 | Толука-де-Лердо, Мексика         | Челленджер | Ґрунт    | Маріано Санчес            | Едвін Кемпес Рогір Вассен                   | 6–3, 6–4                |
| Поразка   | 5–4   | Сер 1999 | Сеговія, Іспанія                 | Челленджер | Тверде   | Ота Фукарек               | Роджер Федерер Сандер Гройн                 | 4–6, 6–7                |
| Перемога  | 6–4   | Сер 1999 | Бронкс, США                      | Челленджер | Тверде   | Джефф Кутзе               | Роб Ґівон Гленн Вейнер                      | 6–4, 6–1                |
| Перемога  | 7–4   | Жов 1999 | Талса, США                       | Челленджер | Тверде   | Джефф Кутзе               | Джеймс Блейк Томас Блейк                    | 6–2, 6–1                |
| Поразка   | 7–5   | Чер 2001 | Салвадор, Бразилія               | Челленджер | Тверде   | Іво Карлович              | Адріану Феррейра Даніел Мело                | 6–1, 3–6, 6–7(3–7)      |
| Перемога  | 8–5   | Лип 2001 | Кампус-ду-Жордан, Бразилія       | Челленджер | Тверде   | Андре Са                  | Рікардо Мелло Рікарду Шлахтер               | 6–7(6–8), 7–6(7–5), 7–5 |
| Поразка   | 8–6   | Лис 2001 | Мексика F12, Сакатекас (штат)    | Ф'ючерс    | Тверде   | Александер Васке          | Сандор Мартінес-Брейхо Ласаро Наварро       | без гри                 |
| Перемога  | 9–6   | Лип 2002 | Кампус-ду-Жордан, Бразилія       | Челленджер | Тверде   | Даніел Мело               | Лу Єнь-Сюнь Данай Удомчоке                  | без гри                 |
| Перемога  | 10–6  | Лис 2002 | Пуебла, Мексика                  | Челленджер | Тверде   | Мігель Гальярдо Вальєс    | Дієґо Аяла Роберт Кендрік                   | 6–1, 5–7, 7–6(7–3)      |
| Поразка   | 10–7  | Кві 2003 | Леон, Мексика                    | Челленджер | Тверде   | Олександр Богомолов       | Ота Фукарек Джордан Керр                    | 6–4, 3–6, 4–6           |
| Поразка   | 10–8  | Вер 2003 | Грамаду, Бразилія                | Челленджер | Тверде   | Сантьяго Гонсалес         | Маркуш Даніел Алешандре Сімоні              | 6–7(5–7), 4–6           |
| Поразка   | 10–9  | Вер 2003 | Мексика F14, Керетаро            | Ф'ючерс    | Тверде   | Сантьяго Гонсалес         | Бруно Ечагарай Гантлі Монтґомері            | 6–1, 1–6, 5–7           |
| Поразка   | 10–10 | Лис 2003 | Мексика F20, Леон                | Ф'ючерс    | Тверде   | Херардо Венегас-Ескаленте | Бруно Ечагарай Хорхе Аро                    | 3–4 ret.                |
| Перемога  | 11–10 | Лис 2003 | Пуебла, Мексика                  | Челленджер | Тверде   | Сантьяго Гонсалес         | Андрес Педросо Гантлі Монтґомері            | 6–4, 2–6, 6–4           |
| Перемога  | 12–10 | Бер 2004 | Мексика F2, Наукальпан-де-Хуарес | Ф'ючерс    | Тверде   | Мігель Гальярдо Вальєс    | Марселло Амадор Федеріко Контрерас-Родрігес | 7–6(7–1), 6–4           |
| Поразка   | 12–11 | Чер 2004 | Андорра-ла-Велья, Андорра        | Челленджер | Тверде   | Сантьяго Гонсалес         | Жіль Мюллер Айсам-уль-Хак Куреші            | 3–6, 5–7                |
| Перемога  | 13–11 | Лип 2004 | Сан-Паулу, Бразилія              | Челленджер | Тверде   | Андре Са                  | Енріке Меллу Рікардо Мелло                  | 6–4, 6–4                |
| Поразка   | 13–12 | Лип 2004 | Кампус-ду-Жордан, Бразилія       | Челленджер | Тверде   | Андре Са                  | Іван Міранда Рікардо Мелло                  | 3–6, 4–6                |
| Перемога  | 14–12 | Жов 2004 | Кіто, Еквадор                    | Челленджер | Ґрунт    | Сантьяго Гонсалес         | Лукаш Кубот Франк Мозер                     | 2–6, 6–2, 6–4           |
| Перемога  | 15–12 | Жов 2004 | Колумбія F4, Богота              | Ф'ючерс    | Ґрунт    | Сантьяго Гонсалес         | Дієго Хункейра Мартін Алунд                 | 6–3, 6–4                |
| Перемога  | 16–12 | Лис 2004 | Пуебла, Мексика                  | Челленджер | Тверде   | Сантьяго Гонсалес         | Мігель Гальярдо Вальєс Ґуставо Маркассіо    | 6–3, 6–4                |
| Перемога  | 17–12 | Гру 2004 | Гвадалахара (Мексика), Мексика   | Челленджер | Ґрунт    | Сантьяго Гонсалес         | Рубен Рамірес Ідальго Серхіо Ройтман        | 7–6(7–5), 1–6, 6–3      |
| Перемога  | 18–12 | Лют 2005 | Мексика F1, Наукальпан-де-Хуарес | Ф'ючерс    | Тверде   | Сантьяго Гонсалес         | Мігель Ангел Реєс-Варела Віктор Ромеро      | 6–4, 6–2                |
| Поразка   | 18–13 | Лис 2005 | Пуебла, Мексика                  | Челленджер | Тверде   | Сантьяго Гонсалес         | Вернер Ешауер Александер Сачко              | 1–6, 4–6                |

## Часовий графік результатів
| W | Ф | ПФ | ЧФ | #Р | КТ | К# | DNQ | A | NH |

### Одиночний розряд
| Турніри Великого шлему                 |     |     |     |     |     |     |     |     |     |     |     |       |     |    |
| Відкритий чемпіонат Австралії з тенісу | К1р | К3р | К2р |     |     | К2р |     | К1р |     |     |     | 0 / 0 | 0–0 | –  |
| Відкритий чемпіонат Франції з тенісу   |     | К1р |     | К1р | К1р |     |     |     |     | К1р | К1р | 0 / 0 | 0–0 | –  |
| Вімблдонський турнір                   | К1р |     |     | К3р | 1р  | К2р | К2р | К1р |     | К1р | К1р | 0 / 1 | 0–1 | 0% |
| Відкритий чемпіонат США з тенісу       |     | К2р | К3р |     | К3р | К1р | К3р |     |     | К1р |     | 0 / 0 | 0–0 | –  |
| В-П                                    | 0–0 | 0–0 | 0–0 | 0–0 | 0–1 | 0–0 | 0–0 | 0–0 | 0–0 | 0–0 | 0–0 | 0 / 1 | 0–1 | 0% |
| Тур ATP Мастерс 1000                   |     |     |     |     |     |     |     |     |     |     |     |       |     |    |
| Індіан-Веллс                           |     |     | К1р |     |     |     |     |     |     |     |     | 0 / 0 | 0–0 | –  |
| Відкритий чемпіонат Маямі з тенісу     |     | К3р | 1р  |     | К1р |     |     |     |     |     |     | 0 / 1 | 0–1 | 0% |
| В-П                                    | 0–0 | 0–0 | 0–1 | 0–0 | 0–0 | 0–0 | 0–0 | 0–0 | 0–0 | 0–0 | 0–0 | 0 / 1 | 0–1 | 0% |